# Palazzo del Chiarone
Il palazzo del Chiarone, noto anche come palazzo Boncompagni o Dogana pontificia del Chiarone, è situato all'altezza del km 124 della via Aurelia, nel territorio comunale di Capalbio (GR). La sua ubicazione è nei pressi della frazione di Chiarone Scalo, nelle vicinanze del torrente Chiarone che segna il confine tra la Toscana e il Lazio.

## Storia
Lo storico edificio sorse come residenza rurale cinquecentesca della Maremma grossetana.
Successivamente, con l'istituzione del vicino confine tra il Granducato di Toscana e lo Stato della Chiesa, la proprietà del complesso passò allo stato pontificio, pur trovandosi in territorio granducale, che lo adibì a dogana.
Il fabbricato era utilizzato per controllare l'ingresso e l'uscita delle merci dallo Stato della Chiesa, che transitavano lungo il corrispondente tratto della via Aurelia. Un'altra dogana si trovava nella frazione Pescia Fiorentina, presso il casale del Fontino (attualmente adibito a residenza agrituristica), detta anche Dogana Puccini in quanto frequentata dal compositore: era utilizzata per il controllo delle merci che venivano trasportate lungo l'itinerario appena più settentrionale.
Circa 10 km più ad ovest, lungo la via Aurelia si affaccia una struttura simile: la fattoria della Nunziatella, complesso rurale sviluppato nel XVII secolo.
A seguito dell'Unità d'Italia le dogane pontificie furono dismesse e il palazzo del Chiarone fu acquistato dalla famiglia Boncompagni, che vi risiedette per alcuni decenni e conferì al complesso una delle denominazioni per le quali è attualmente conosciuto.
Agli inizi del Novecento l'edificio fu venduto ai Magrini, come anche il casale del Fontino; il complesso è tuttora di proprietà privata.

## Descrizione
Il palazzo del Chiarone si presenta come un imponente complesso a pianta quadrangolare in stile tardo rinascimentale, disposto su più livelli, preceduto da un caratteristico porticato attraverso il quale si giunge all'ingresso.
Le strutture murarie si presentano rivestite in intonaco, dove sono evidenti i segni di alcune ristrutturazioni di epoca posteriore; l'ampiezza e l'imponenza del palazzo è testimoniata dalla suddivisione, al suo interno, in quasi 100 stanze totali, tra le quali vi era anche un appartamento papale. Il complesso includeva anche la prigione in cui venivano posti in stato di fermo coloro che commettevano illeciti doganali, oltre ad alcuni vani adibiti a stalla.